# Selected Nomenclature for Air Pollution
SNAP, pour Selected Nomenclature for Air Pollution est une nomenclature européenne relative aux activités émettrices de polluants.
Elle comporte onze catégories d'émetteurs qui sont elles-mêmes décomposées en deux autres niveaux.

## Liste des catégories du premier niveau
1. Combustion dans les industries de l'énergie et de la transformation de l'énergie
2. Combustion hors industrie
3. Combustion dans l'industrie manufacturière
4. Procédés de production
5. Extraction et distribution de combustibles fossiles/énergie géothermique
6. Utilisation de solvants et autres produits
7. Transports routiers
8. Autres sources mobiles et machines
9. Traitement et élimination des déchets
10. Agriculture et sylviculture
11. Autres sources et puits